# انینگن (دانوب)
شهر انینگن در ایالت بادن-وورتمبرگ در کشور آلمان واقع شده است.